# 如信
如信（にょしん）は、鎌倉時代中期から後期にかけての浄土真宗の僧。浄土真宗本願寺派第2世宗主・真宗大谷派第2代門首・真宗木辺派第2代法主。善鸞の子で親鸞の孫。浄如の父。歿後、従子の覚如により本願寺第2世に位置づけられる。本願寺宗主・御歴代のうち、唯一、諱が伝わっていない。

## 生涯
年齢は、数え年。日付は文献との整合を保つため、いずれも旧暦（宣明暦）表示を用いる（生歿年月日を除く）。
- 嘉禎元年（1235年）頃、京都で生まれる。幼少の頃より祖父・親鸞から、教えを授かる。
- 建長5年（1253年）頃、父・善鸞と共に東国（関東）に赴き、陸奥国において布教活動を行った。建長8年（1256年）に、善鸞は親鸞によって義絶されるが、如信は陸奥国に残り布教活動を続け、大網に草庵を構え拠点とする。この地での如信の活動は、非常に大きな門徒集団を形成する事となり、大網門徒と呼ばれた。
- 弘安3年（1280年）、覚信尼（親鸞の末娘、如信の叔母）とその子覚恵の依頼により、大谷廟堂（親鸞の廟処。後の、本願寺）の法灯を継ぐ。しかし寺務は、そのまま覚信尼と覚惠に委ね、陸奥国での活動を続ける。
- 永仁7年（1299年）、報恩講のために京都に赴いた帰路の際、門弟乗善房信海より請われ、常陸国の上金沢（現、茨城県大子町）の太子堂〈現、大網山法龍寺）に入り布教活動する。
  - 太子堂は、如信が道場として建てた物を、乗善房に守らせたとされる。その地に、法龍寺（茨城県久慈郡大子町上金沢）が建てられ、現在も真宗大谷派寺院として存続している。
- 正安2年（1300年）1月4日、常陸国上金沢の草庵にて入滅する。66歳（62歳とも）。大網の草庵は子の浄如が継いだ。
  - 親鸞の祥月忌（報恩講が営まれ始めたのは永仁2年〈1294年〉頃より）には上洛し、覚如に宗義を伝授した。このことから如信は没後、覚如によって本願寺第二世に位置づけられる。

## 大網の草庵
大網の草庵は一説には現在の福島県石川郡古殿町にあったとされ、如信の孫の空如のときに願入寺となる。寺格化後、如信は願入寺第一世に位置づけられる。その後願入寺は移転を繰り返し、大網の旧地には「如信上人大網遺跡」の碑が残されている。延宝の頃に水戸藩の藩主、徳川光圀によって、現在地の茨城県東茨城郡大洗町磯浜町（旧・大洗町岩船）に移される。江戸末期には焼失するものの、昭和37年（1962年）に再建され、現在は岩船山大本山願入寺（原始真宗大網門跡）。 同寺には『二十四輩牒』のほか、光圀の遺品や多数の書状が残っている。
また、一説には大網の草庵は現在の福島県西白河郡泉崎村にあったとされる。この場所には佐藤継信・忠信兄弟を弔うために母が建てた「阿弥陀堂」があったが、当時の住職が如信に帰依して乗善房となり、同所は「大網奥之坊」として専修念仏の道場になったと伝えられる。如信の墓は正和4年（1315年）に上金沢からここに改葬されたとされる。寛永4年（1627年）、白河藩主・丹羽長重の命によって現在地である白河小峰城下大工町（現在の白河市大工町）に移転し、ほどなく常瑞寺を名乗るようになる。現在は平荘山善永院大網奥之坊常瑞寺（浄土真宗本願寺派）。大網の旧地には現在でも「大網本廟」が残り、如信の墓所が営まれ、また隣接して善鸞の墓とされる墓石がある。